# András Zicsi
András Zicsi, (7 février 1928 à Bucarest - 22 juillet 2015 à Budapest) est un biologiste hongrois, qui représente, avec Gordon E. Gates, Gilberto Righi et Barrie G.M. Jamieson, un des grands spécialistes de l'évolution du XXe siècle et de la systématique des Vers de terre. Csaba Csuzdi fut son élève, avant de devenir son collègue.

## Liste complète des travaux de András Zicsi

### 1955-1959
1. Zicsi, A. (1955) : A giliszták szerepe a talajokban, gödöllői talajvizsgálatok, kísérletek és tanszéki adatgyűjtés feldolgozása alapján. - Agrártud. Egy. Agr. Kar Kiadv., I., 14: 1-20.
2. Zicsi, A. (1957) : Ein Bodenausstecher zum Einsammeln der Lumbriciden aus Ackerböden. - Opusc. Zool. Budapest, 2: 71-75.
3. Zicsi, A. (1958) : Beiträge zur Kenntnis der ungarischen Lumbricidenfauna, I. - Opusc. Zool. Budapest, 2: 55-60.
4. Zicsi, A. (1958) : Freilandsuntersuchungen zur Kenntnis der Empfindlichkeit einiger Lumbriciden-Arten gegen Trockenperioden. - Acta Zool. Hung., 3: 369-383.
5. Zicsi, A. (1958) : Einfluss der Trockenheit und der Bodenbearbeitung auf das Leben der Regenwürmer in Ackerböden. - Acta Agron. Hung., 8: 67-75.
6. Beretzk, P. - Csongor, Gy. - Horváth, A. - Kárpáti, A. - Kolosváry, G. - Marián, M. - Szabados, M. - Frau Ferenc, Sz. M. - Vásárhelyi, I. - Zicsi, A. (1958) : Das Leben der Tisza. VII. Die Tierwelt der Tisza auf Grund neuerer Sammlungen und Beobachtungen. - Acta Biol. Szeged (Hung.), 4: 203-235.
7. Zicsi, A. (1959) : Faunistisch-systematische und ökologische Studien über die Regenwürmer Ungarns. I. -Acta Zool. Hung., 5: 165-189.
8. Zicsi, A. (1959) : Beitrag zur geographischen Verbreitung und ökologie von Allolobophora antipai (Michaelsen) 1891. -Ann. Univ. Sci. Budapest, Sect. Biol., 2: 283-292.
9. Zicsi, A. (l959) : Faunistisch-systematische und ökologische Studien über die Regenwürmer Ungarns. II. - Acta Zool. Hung., 5: 401-447.
10. Zicsi, A. (l959) : Beiträge zur Kenntnis der ungarischen Lumbriciden-Fauna, II. - Opusc. Zool. Budapest, 3: 95-100.
11. Pacs, I. - Zicsi, A. - Lipcsei, J. (1984) : Utilization of rabbit manure with earthworms (Eisenia fetida) - Rep. Res. Center Anim. Prod. Nutr. Gödöllő, p. 341.

### 1960-1964
12. Zicsi, A. (1960) : Die Regenwurmfauna des oberen ungarischen Donau-Ufergebietes. - Ann. Univ. Sci. Budapest Sect. Biol., 3: 427-440.
13. Zicsi, A. (1961) : Die Regenwurmfauna Ufergebietes und Inseln der ungarischen Donau - Danubialia Hungarica, XII. - Ann. Univ. Sci. Budapest, Sect. Biol., 4: 217-231.
14. Zicsi, A. (1961) : Revision der Lumbriciden von Prof Dr. Vejdovsky. - Cas. Národ. Muz. odd. Prir., 30: 77-80.
15. Zicsi, A. (1961) : Eine interessante Anomalie aus der Familie Lumbricidae (Oligochaeta). - Zool. Anz., 167: 464-468.
16. Zicsi, A. (1962) : Beiträge zur Lumbriciden-Fauna Spaniens. - Ann. Univ. Sci. Budapest, Sect. Biol., 5: 281-285.
17. Zicsi, A. (1962) : Táplálkozásökológiai vizsgálatok hazai földigiliszta-fajokon. - Állatt. Közl., 49: 151-158.
18. Zicsi, A. (1962) : Determination of number and size of sampling unit for estimating Lumbricid populations of arable soils. - In: Murphy, P. W.: Progress in Soil Zoology, I.: 68-71.
19. Zicsi, A. (1962) : Über die Dominanzverhältnisse einheimischer Lumbriciden auf Ackerböden. - Opusc. Zool. Budapest, 4: 157-161.
20. Zicsi, A. (1963) : Beobachtungen über die Lebensweise des Regenwurmes Allolobophora dubiosa (Örley 1880). - Acta Zool. Hung., 9: 219-236.
21. Zicsi, A. (1963) : Ein neuer Regenwurm aus der Gattung Lumbricus (Oligochaeta). - Zool. Anz., 170: 73-76.
22. Zicsi, A. (1963) : Die Regenwurmfauna des unteren ungarischen Donau-Ufergebietes. - Ann. Univ. Sci. Budapest, Sect. Biol., 6: 227-242.
23. Zicsi, A. (1964) : Neue Fundorte des Lumbriciden Dendrobaena auriculata (Rosa 1897) in Ungarn. - Ann. Univ. Sci. Budapest, Sect. Biol., 7: 255-258.
24. Zicsi, A. (1964) : Neubeschreibung des Lumbriciden Allolobophora hrabei (Cernosvitov, 1935). - Opusc. Zool. Budapest, 5: 119-123.

### 1965-1969
25. Zicsi, A. (1965) : Die Lumbriciden Oberösterreichs und österreichs unter Zugrundlegung der Sammlung Karl Wesselys mit besonderer Berücksichtigung des Linzer Raumes. - Naturk. Jahrb. der Stadt Linz, 11: 125-201.
26. Zicsi, A. (1965) : Beiträge zur Kenntnis der Lumbricidenfauna Österreichs. - Opusc. Zool. Budapest, 5: 247-265.
27. Zicsi, A. (l965) : Eine neue Regenwurm-Art aus Portugal (Oligochaeta: Lumbricidae). - Acta Zool. Hung., 11: 117-225.
28. Zicsi, A. (1965) : Beszámoló a kongói talajzoológiai expedíció gyűjtéseiről. - Állatt. Közl., 52: 147-157.
29. Zicsi, A. (1965) : Bearbeitung der Lumbriciden-Sammlung des Naturhistorischen Museums von Wien. - Opusc. Zool. Budapest, 5: 267-272.
30. Zicsi, A. (1965) : Beiträge zur Lumbriciden des Tisza-Tales. - Tiscia (Szeged), p. 59-62.
31. Balogh, J. - Endrődy-Younga, S. - Zicsi, A. (1965) : The Scientific Results of the Hungarian Soil Zoological Expedition to the Brazzaville-Congo. A Report on the Collectings. - Rovart. Közl. (Fol. Entom. Hung.), 18: 213-280.
32. Zicsi, A. (l966) : Beiträge zur Kenntnis der ungarischen Lumbricidenfauna, III. - Ann. Univ. Sci. Budapest, Sect. Biol., 8: 389-400.
33. Zicsi, A. (1966) : Beiträge zur Kenntnis der ungarischen Lumbricidenfauna, IV. - Opusc. Zool. Budapest, 6: 187-190.
34. Zicsi, A. (1966) : Laboratory Observations on the Feeding Ecology of Earthworm Species in Hungary. - Progresos en biologia del suelo. Actas del primer coloquio Latinoamericano de biologia del suelo, Montevideo, p. 267-282.
35. Zicsi, A. (1967) : Beiträge zur Kenntnis der ungarischen Lumbricidenfauna, V. - Acta Zool. Hung., 13: 245-252.
36. Zicsi, A. (1967) : Die Auswirkung von Bodenbearbeitungs-verfahren auf Zustand und Besatzdichte von einheimischen Regenwürmern. - In: Graff, O. und Satchell Progress in Soil Biology, p. 290-298.
37. Andrássy, I. - Balogh, J. - Loksa, I. - Mahunka, S. - Zicsi, A. (1967) : The Scientific Results of the Hungarian Soil Zoological Expedition to Chile, Argentina and Brasil. -Rovart. Közl. (Fol. Entom. Hung.), 20: 247-296.
38. Andrássy, I. - Balogh, J. - Loksa, I. - Mahunka, S. - Zicsi, A. (1967) : Fauna Paraguayensis. I. Report on the Collectings - Rovart. Közl. (Fol. Entom. Hung.), 20: 297-308.
39. Zicsi, A. (1968) : Neuere Angaben zur Kenntnis der Lumbricidenfauna Jugoslawiens. - Ann. Univ. Sci. Budapest, Sect. Biol., 9-10: 401-405.
40. Zicsi, A. (1968) : Ein zusammenfassendes Verbreitungsbild der Regenwürmer auf Grund der Boden- und Vegetations verhältnisse Ungarns. - Opusc. Zool. Budapest, 8: 99-164.
41. Zicsi, A. (1968) : Eine neue Octalasium-Art (Oligochaeta: Lumbricidae) aus Ungarn. - Acta Zool. Hung., 14: 233-238.
42. Zicsi, A. (1968) : Revision der Regenwurm-Sammlung des Naturhistorischen Museums von Genf. - Rev. Suisse Zool., 75: 419-433.
43. Zicsi, A. (1969) : Regenwürmer (Lumbricidae) aus Madeira und von den Kanarischen Inseln. - Acta Zool. Hung., 15: 243-246.
44. Zicsi, A. (1969) : Über die Auswirkung der Nachfrucht und Bodenbearbeitung auf die Aktivität der Regenwürmer. - Pedobiologia, 9: 141-145.
45. Zicsi, A. (1969) : Neue Regenwurm-Arten (Lumbricidae) aus den österreichischen Karawanken. - Opusc. Zool. Budapest, 9: 379-384.
46. Zicsi, A. (1969) : Beitrag zur Revision der Regenwurm- Sammlung Karl Wesselys im OÖ. Landesmuseum zu Linz. Naturk. Jahrb. der Stadt Linz, 15: 69-76.
47. Balogh, J. - Mahunka, S. - Zicsi, A. (1969) : The Scientific Results of the Hungarian Soil Zoological Expeditions to South America. 14. A Report on the Collectings of the Second Expedition. - Rovart. Közl. (Fol. Entom. Hung.), 22: 453-474.

### 1970-1974
48. Zicsi, A. (1970) : Revision der Bretscherischen Regenwurm-Sammlung aus Zürich. - Rev. Suisse Zool., 77: 237-246.
49. Zicsi, A. (1970) : Bemerkungen zum Problem von Octolasium (Octodrilus) croaticum (Rosa, 1895), nebst Beschreibung von zwei neuen Arten der Untergattung Octodrilus (Oligochaeta: Lumbricidae). - Opusc. Zool. Budapest, 10: 165-174.
50. Zicsi, A. (1970) : Allolobophora gestroides sp. nov., ein neuer Regenwurm (Oligochaeta: Lumbricidae) aus Ungarn. - Opusc. Zool. Budapest, 10: 359-370.
51. Zicsi, A. (1970) : Neue Regenwürmer (Oligochaeta: Hormogastridae, Lumbricidae) aus Spanien. - Opusc. Zool. Budapest, 10: 371-378.
52. Plisko, J. D. - Zicsi, A. (1970) : Octolasium (Octodrilus) rucneri n. sp., ein neuer Regenwurm aus Jugoslawien. -Acta. Zool. Hung., 16: 453-456.
53. Zicsi, A. - Hargitai, L. - Pobozsny, M. (1970) : Über die Auswirkung der Tätigkeit des Regenwurmes Lumbricus polyphemus Fitz. auf die Veränderungen der Humus qualität im Boden. - Ann. de Zool., p. 313-323.
54. Zicsi, A. (1971) : Regenwürmer aus dem Tessin sowie Bemerkungen über die meroandrischen Formen der Untergattung Octodrilus (Oligochaeta: Lumbricidae). - Acta Zool. Hung., 17: 219-231.
55. Zicsi, A. (1971) : Bemerkungen über Allolobophora nematogena Rosa, 1903 (Oligochaeta: Lumbricidae) und ihre Synonyme. - Ann. Univ. Sci. Budapest, Sect. Biol. 13: 339-347.
56. Zicsi, A. (1972) : Az aggteleki Baradla-barlang biológiai laboratóriumának munkája. - Állatt. Közlem., 59: 155-160.
57. Zicsi, A. (1972) : Eiseniella koreana, eine neue Regenwurm- Art (Oligochaeta: Lumbricidae) aus Korea. - Ann. Hist. Nat. Mus. Hung., 64: 129-132.
58. Loksa, I. - Zicsi, A. (1973) : A zooedaphon szerepének vizsgálata terepen és modell-kísérletekben. - MTA Biol. Oszt. Közlem., 15: 45-50.
59. Zicsi, A. (1972) : Ein neuer Wiederfund von Allolobophora dofleini Ude, 1922. - Ann. Univ. Sci. Budapest, Sect. Biol., 14: 241-245.
60. Zicsi, A. (1973) : Regenwürmer (Oligochaeta: Lumbricidae) aus Griechenland. - Opusc. Zool. Budapest, 12: 99-103.
61. Zicsi, A. (1973) : Regenwürmer (Oligochaeta: Lumbricidae) aus der Türkei. - Acta Zool. Hung., 19: 217-232.
62. Zicsi, A. (1974) : Ein neuer Höhlen-Regenwurm (Oligochaeta: Lumbricidae) aus Ungarn. - Acta Zool. Hung., 20: 227-232.
63. Zicsi, A. (1974) : Ein neue Dendrobaena-Art (Oligochaeta: Lumbricidae) aus Griechenland. - Acta Zool. Hung., 20: 449-451.

### 1975-1979
64. Zicsi, A. (1975) : Zootische Einflüsse auf die Streuzersetzung in Hainbuchen-Eichenwäldern Ungarns. - Pedobiologia, 15: 432-438.
65. Zicsi, A. (1976) : Weitere Angaben zur Regenwurm-Fauna (Oligochaeta: Lumbricidae) des Tessins (Schweiz). - Rev. suisse Zool., 83: 515-520.
66. Zicsi, A. (1977) : Wiederbeschreibung zweier Arten aus der Familie Lumbricidae (Oligochaeta). - Opusc. Zool. Budapest, 13: 107-110.
67. Zicsi, A. (1977) : Die Bedeutung der Regenwürmer bei der Streuzersetzung in mesophilen Laubwäldern Ungarns. - P. Cent. pir. Biol. exp., (Jaca) 9: 75-84.
68. Zicsi, A. - Pobozsny, M. (1977) : Einfluss des Zersetzungs-verlaufes der Laubstreu auf die Konsumintensität einiger Lumbriciden-Arten. - Ecol. Bull. (Stockholm), 25: 229-239.
69. Zicsi, A. (1977) : Neue Regenwürmer (Oligochaeta: Lumbricidae) aus den Atlantischen Pyrenäen. - Rev. suisse Zool., 84: 681-685.
70. Zicsi, A. (1977) : A zoogén faktor szerepe gyertyános-tölgyes ökoszisztémák avarlebomlási folyamatában. - MTA Biol. Oszt. Közlem., 20: 195-197.
71. Zicsi, A. (1971) : Néhány földigiliszta faj szerepe az avarlebontásban. - MTA Biol. Oszt. Közlem., 20: 237-243.
72. Zicsi, A. (1978) : Revision der Art Dendrobaena platyura (Fitzinger, l833) (Oligochaeta: Lumbricidae). - Acta Zool. Hung., 24: 439-449.
73. Pobozsny, M. - Zicsi, A. (1978) : Die Bedeutung der Krautschicht bei Fütterungsversuchen von grosskörperigen Lumbriciden-Arten. - Opusc. Zool. Budapest, 15: 119-127.

### 1980-1984
74. Zicsi, A. (1981) : Regenwürmer des Grossglocknergebietes. - Bodenbiologische Untersuchungen in den Hohen Tauern (1974-1978), MAB Hochgebirgsprogramm Hohe Tauern, 4: 91-94.
75. Zicsi, A. - Pobozsny, M. - Szlávecz, K. (1978) : Die Bedeutung der Mikrohabitate bei Streuzersetzungs-prozessen in einem Hainbuchen-Eichenwald Ungarns. - Opusc. Zool. Budapest, 15: 153-163.
76. Zicsi, A. (1978) : Nahrungsansprüche einheimischer Lumbriciden-Arten und ihre Bedeutung für die Ökosystem-forschung in Ungarn. - Pedobiologia, 18: 341-349.
77. Zicsi, A. (1979) : Neue Angaben zur Regenwurm-Fauna der Schweiz (Oligochaeta: Lumbricidae). - Rev. suisse Zool., 86: 473-484.
78. Zicsi, A. (1979) : A talajfauna jelentősége kondicionáló zöldövezetek kialakításában. - MTA Biol. Oszt. Közlem., 22: 361-365.
79. Zicsi, A. - Michalis, K. (1981) : Übersicht der Regenwurm-fauna Griechenlands (Oligochaeta: Lumbricidae). - Acta Zool. Hung., 27: 239-264.
80. Zicsi, A. (1981) : Weitere Angaben zur Lumbricidenfauna Italiens (Oligochaeta: Lumbricidae). - Opusc. Zool. Budapest, 17-18: 157-180.
81. Zicsi, A. (1981) : Probleme der Lumbriciden-Systematik sowie die Revision zweier Gattungen (Oligochaeta). - Acta Zool. Hung., 27: 431-442.
82. Zicsi, A. - Sapkarev, J. A. (1982) : Eine neue Cernosvitovia-Art aus Jugoslawien (Oligochaeta: Lumbricidae). - Acta Zool. Hung., 28: 181-182.
83. Zicsi, A. (1982) : Verzeichnis der bis 1971 beschriebenen und revidierten Taxa der Familie Lumbricidae (Oligochaeta). - Acta Zool. Hung., 28: 421-454.
84. Zicsi, A. (1982) : A talajlakó állatok szerepe a termőföld anyagforgalmában. - Agrártud. Közlem., 41: 359-363.
85. Zicsi, A. (1982) : Revision zweier Bretscherischen Regenwurm-Arten (Oligochaeta: Lumbricidae). - Rev. suisse Zool., 89: 553-565.
86. Zicsi, A. (1982) : Új állatökológiai kutatások lehetősége az aggteleki Baradla-barlang biológiai laboratóriumában. - Állatt. Közlem., 69: 13-27.
87. Jakucs, P. - Zicsi, A. - Szodfridt, I. - Illyés, B. (1982) : MAB 2 Project: Ecological effects of different land uses and management practices on temperate and medi-terranean forest landscapes. Survey of 10 years activity in Hungary. - Hung. Nat. Comm. for UNESCO MAB Programme, Budapest, 1981: 1-14.
88. Zicsi, A. (1983) : The earthworm fauna of the Hortobágy National Park (Oligochaeta: Lumbricidae). - The Fauna of the Hortobágy National Park, Budapest, 47-49.
89. Zicsi, A. (1983) : Earthworms ecology in deciduous forests in central and southeast Europe. - in: Satchell, J. E.: Earthworm ecology from Darwin to vermiculture. Chapter 14: 171-177.
90. Zicsi, A. (1983) : État actuel des recherches du laboratoire souterrain biospéléologique a Aggtelek, Hongrie. - Mém. Biospéol., 10: 449-451.
91. Zicsi, A. - Pop, V. V. (1984) : Neue Regenwürmer aus Rumänien (Oligochaeta: Lumbricidae). - Acta Zool. Hung., 30: 241-248.

### 1985-1989
92. Zicsi, A. (1985) : Über die Gattungen Helodrilus Hoffmeister, 1845 und Proctodrilus gen. n. (Oligochaeta: Lumbricidae). - Acta Zool. Hung., 31: 275-289.
93. Zicsi, A. (1985) : Welche Lumbriciden-Arten eignen sich noch in Europa zum Anlegen von Wurmkulturen zwecks Kompostierungsversuche. - Opusc. Zool. Budapest, 21: 137-139.
94. Zicsi, A. (1985) : Regenwürmer (Oligochaeta: Lumbricidae) aus Israel und den benachbarten Ländern. - Rev. suisse Zool., 92: 323-331.
95. Zicsi, A. - Csuzdi, Cs. (1986) : Neue Eminoscolex-Arten aus dem Kongo-Gebiet Oligochaeta: Eudrilidae. - Acta Zool. Hung., 32: 181-205.
96. Ravasz, K. - Zicsi, A. - Contreras, E. - Széll, V. - Szabó I. M. (1986) : Über die Darmaktinomyceten-Gemeinschaften einiger Regenwurm-Arten. - Opusc. Zool. Budapest, 22: 85-102.
97. Zicsi, A. (1986) : Über die taxonomischen Probleme der Gattung Octodrilus Omodeo, 1956 und Octodriloides gen. n. (Oligochaeta: Lumbricidae). - Opusc. Zool. Budapest, 22: 103-112.
98. Zicsi, A. - Csuzdi, Cs. (1986) : Regenwürmer aus Bulgarien (Oligochaeta: Lumbricidae). - Opusc. Zool. Budapest, 22: 113-121.
99. Zicsi, A. - Csuzdi, Cs. (1986) : Weitere Angaben zur Regenwurmfauna des Kongo-Gebietes (Oligochaeta: Eudrilidae und Glossoscolecidae). - Acta Zool. Hung., 32: 385-412.
100. Zicsi, A. - Csuzdi, Cs. (1987) : Neue und bekannte Glossoscoleciden-Arten aus Südamerika. 2. (Oligochaeta: Glossoscolecidae). - Acta Zool. Hung., 33: 269-275.
101. Zicsi, A. (1987) : Die Zersetzung der Nadelstreu in Wäldboden Ungarns. - Proc. 9th Int. Coll. on Soil Zoology. In: Soil Fauna and Soil Fertility: 12-18.
102. Szabó I. M. - Chu Thi Loc - Contreras, E. - Heydrich, M. - Jáger, K. - Márialigeti, K. - Pobozsny, M. - Ravasz, K. - Zicsi, A. (1987) : On the problems of forest-litter consuming Invertebrates. - Proc. 9th Int. Coll. on Soil Zoology. In: Soil Fauna and Soil Fertility: 58-63.
103. Zicsi, A. - Vaucher, C. (1987) : À propos de la présence de Sparganophilus tamesis Benham dans le lac Léman a Geneve (Oligochaeta: Sparganophilidae). - Rev. suisse Zool., 94: 861-864.
104. Zicsi, A. (1988) : Über eine neue Regenwurm-Gattung aus Ekuador (Oligochaeta: Glossoscolecidae). Regenwürmer aus Südamerika 1. - Acta Zool. Hung., 34: 55-63.
105. Ravasz, K. - Zicsi, A. - Contreras, E. - Szabó, I. M. (1987) : Comparative bacteriological analyses of the faecal matter of different earthworm species. On earthworms. - in: Proc. Int. Symp. on Earthworms ded. to Daniel Rosa. Select. Symposia and Monographs, 2. Ed., Mucchi, 389-399.
106. Mahunka, S. - Pócs, T. - Zicsi, A. (1987) : A report on the soil-zoological collecting trip in Tanzania, 1987. - Fol. Ent. Hung. (Rovartani Közlem.), 48: 255-263.
107. Zicsi, A. (1988) : Neue Glossodrilus-Arten aus Ekuador (Oligochaeta: Glossoscolecidae). Regenwürmer aus Südamerika 4. - Acta Zool. Hung., 34: 313-320.
108. Zicsi, A. (1988) : Neue Andiodrilus-Arten aus Kolumbien (Oligochaeta: Glossoscolecidae). Regenwürmer aus Südamerika 5. - Rev. suisse Zool., 95: 715-722.
109. Zicsi, A. (1988a) : Weitere neue und bekannte Martiodrilus-Arten aus Ekuador und Kolumbien (Oligochaeta: Glossoscolecidae). Regenwürmer aus Südamerika 7. - Acta Zool. Hung., 34: 435-446.
110. Zicsi, A. (1988) : Beiträge zur Kenntnis einiger Martiodrilus-Arten aus Ekuador (Oligochaeta: Glossoscolecidae). Regenwürmer aus Südamerika 6. - Rev. suisse Zool., 95: 953-959.
111. Zicsi, A. - Csuzdi, Cs.(1988) : Über einige Thamnodrilus-Arten und andere Regenwürmer aus Ekuador (Oligochaeta: Glossoscolecidae, Lumbricidae, Megascolecidae) Regenwürmer aus Südamerika 3. - Opusc. Zool. Budapest, 23: 209-218.
112. Csuzdi, Cs. - Zicsi, A. (1988) : Weitere Angaben zur Lebens weise von Dendrobaena hortensis (Michaelsen, 1890) (Oligochaeta: Lumbricidae). - Opusc. Zool. Budapest, 23: 141-147.
113. Zicsi, A. (1989) : Weitere neue Glossodrilus-Arten aus Ekuador (Oligochaeta: Glossoscolecidae). Regenwürmer aus Südamerika 9. - Acta Zool. Hung., 35: 165-190.
114. Zicsi, A. (1989) : Über zwei Periscolex-Arten aus dem Andengebiet Kolumbiens und Ekuadors (Oligochaeta: Glossoscolecidae). (Regenwürmer aus Südamerika 10.) - Rev. suisse Zool., 96: 19-24.
115. Zicsi, A. (1988) : Gyűrűsférgek - Annelida. In: A növényvédelmi állattan kézikönyve 1. Szerk.: Jermy T. és Balázs K. - Akadémiai Kiadó. p. 148-154.
116. Zicsi, A. (1989) : Über drei neue Andiodrilus-Arten Ecuador (Oligochaeta: Glossoscolecidae). (Regenwürmer aus Südamerika 12). - Revue suisse Zool., 96: 771-777.
117. Csuzdi, Cs. - Zicsi, A. (1989) : Neue Dichogaster-Arten aus der Kongo-Region (Oligochaeta: Octochaetidae). - Mitt. hamb. zool. Mus. Inst., 86: 133-152.
118. Zicsi, A. (1989) : Revision der Gattung Yagansia Michaelsen, 1899 (Oligochaeta: Acanthodrilidae). Regenwürmer aus Südamerika 11. - Acta Zool. Hung., 35: 413-430.
119. Zicsi, A. - Csuzdi, Cs,. (1989) : Eine neue Wegeneriella-Art aus dem Kongo-Gebiet (Oligochaeta: Octochaetidae) - Miscellanea Zool. Hung., 5: 29-31.

### 1990-1994
120. Zicsi, A. (1990) : Zwei neue Regenwurm-Gattungen aus Ekuador (Oligochaeta: Glossoscolecidae). Regenwürmer aus Südamerika 13. - Revue suisse Zool., 97: 99-106.
121. Bodnár, G. - Szabó, I. M. - Zicsi, A. (1990) : Untersuchungen über die intestinalen Actinomyceten-Gemeinschaften von Mesoniscus graniger Friv. Isopoda - Memoires de Biospéologie, 17: 141-146.
122. Pacs, I. - Puskás, F. - Zicsi, A. (1990) : Giliszta, gilisztahumusz. Házunk táján. - Mezg. Kiadó Kft., Budapest, pp. 94.
123. Zicsi, A. (1990) : Weitere neue und bekannte Onoreodrilus-Arten aus Ekuador (Oligochaeta: Glossoscolecidae). Regenwürmer aus Südamerika 14. - Mitt. hamb. zool. Mus. Inst., 87: 149-155.
124. Zicsi, A. (1990) : Über neue Riesenregenwürmer und andere Martiodrilus-Arten aus Ekuador (Oligochaeta: Glossoscolecidae). Regenwürmer aus Südamerika 8. - Acta Zool. Hung., 36: 367-380.
125. Zicsi, A. (1990) : The ecological significance of earthworms - an urgent but neglected field in tropical research. Research for conservation of Tanzanian catchment forests. Proceedings from a workshop held in Morogoro, Tanzania March 13-17, 1989. Edited by I. Hedberg and E. Persson, Uppsala, 1990, p. 113-116.
126. Csuzdi, Cs. - Zicsi, A. (1991) : Über die Verbreitung neuer und bekannter Dichogaster und Eutrigaster Arten aus Mittel- und Südamerika (Oligochaeta, Octochaetidae). Regenwürmer aus Südamerika 15. - Acta Zool. Hung., 37: 177-192.
127. Zicsi, A. - Dózsa-Farkas, K. - Csuzdi, Cs. (1990) : Terrestrial Oligochaeta from the nature conservation areas of Bátorliget (NE Hungary) - in: The Bátorliget Nature Reserves - after forty years, 1990, p. 215-220.
128. Plisko, D. J. - Zicsi, A. (1991) : Über neue Tritogenia-Arten aus Süd-Afrika (Oligochaeta: Microchaetidae). - Mitt. hamb. zool. Mus. Inst., 88: 111-123.
129. Zicsi, A. - Pop, V. V. (1991) : Cernosvitovia munteniana sp. n. ein neuer Regenwurm aus Rumänien (Oligochaeta: Lumbricidae) - Mitt. hamb. zool. Mus. Inst., 68: 125-127.
130. Csuzdi, Cs. - Zicsi, A. (1991) : Die Bedeutung der Regenwurmart Eisenia lucens bei der Zersetzung von Holzabfällen - Advances in Management and Conservation of Soil Fauna, pp. 547–552.
131. Hossein, E. A. - Ravasz, K. - Zicsi, A. - Contreras, E. - Szabó, I. M. (1991) : Über das Vorkommen und die Bedeutung von Nocardioform Actinomyceten im Darm von Regenwürmern - Advances in Management and Conservation of Soil Fauna, pp. 585–590.
132. Zicsi, A. (1991) : Über die Regenwürmer Ungarns (Oligochaeta: Lumbricidae) mit Bestimmungstabellen der Arten. - Opusc. Zool. Budapest, 24: 167-191.
133. Zicsi, A. (1992) : Über weitere neue und bekannte Arten der Gattung Periscolex (Oligochaeta: Glossoscolecidae). Regenwürmer aus Südamerika 16. - Revue suisse Zool., 99(1): 211-217.
134. Zicsi, A. - Csuzdi, Cs. (1991) : Der erste Wiederfund von Zapotecia amecamecae Eisen, 1900 aus Mexiko (Oligochaeta: Acanthodrilidae). - Misc. Zool. Hung., 6: 31-34.
135. Zicsi, A. - Reinecke, J. A. (l992) : Regenwürmer aus dem Krüger National Park in Süd-Afrika (Oligochaeta, Eudrilidae) - Acta Zool. Hung., 38(1-2): 149-158.
136. Dózsa-Farkas, K. - Márialigeti, K. - Pobozsny, M. - Zicsi, A. (1991) : Szaprofág gerinctelenek szerepe különböző szerves anyagok lebontásában. - Állattani közlemények, 77: 25-41.
137. Hossein, E. A. - Zicsi, A. - Contreras, E. - Szabó, I. M. (1992) : Über die Zusammensetzung und biochemische Aktivität von Darmstreptomyceten-Gemeinschaften einiger Regenwurm-Arten. - Opusc. Zool. Budapest, 25: 75-87.
138. Zicsi, A. - Pajor, I. (1992) : Über die Regenwürmer (Oligochaeta) in den Natal-Drakensbergen Südafrikas. - Opusc. Zool. Budapest, 25: 125-136.
139. Zicsi, A. (1993) : Revision der Gattung Andiodrilus Michaelsen (Oligochaeta: Glossoscolecidae) Regenwürmer aus Südamerika 17. - Acta Zool. Hung., 39(1-4): 311-342.
140. Zicsi, A. (1993) : Neue und bekannte Regenwürmer aus Chile (Oligochaeta) (Regenwürmer aus Südamerika 19). - Revue suisse de Zoologie, 100(3): 627-640.
141. Zicsi, A. (1993) : Revision der Gattung Chilota Michaelsen sowie weitere neue Angaben zur Regenwurmfauna Chiles (Oligochaeta: Acanthodrilidae, Ocnerodrilidae) Regenwürmer aus Südamerika 20. - Mitt. hamb. zool. Mus. Inst., 90: 151-173.
142. Zicsi, A. - Michalis, K. (1993) : Zwei neue Dendrobaena-Arten aus Grichenland (Oligochaeta: Lumbricidae). - Acta Zool. Hung. 39(1-4): 301-310.
143. Csuzdi, Cs. - Zicsi, A. (1994) : Revision der Gattung Benhamia Michaelsen, 1889 (Oligochaeta: Octochaetidae). - Revue suisse de Zoologie, 101(1): 215-231.
144. Zicsi, A. (1994) : Die Regenwürmer Österreichs (Oligochaeta: Lumbricidae) mit Bestimmungstabellen der Arten. - Verh. Zool.-Bot. Ges. Österreich, 131: 37-74.
145. Csuzdi, Cs. - Zicsi, A. (1994) : Neue Dichogaster-Arten aus dem Upemba National Park, Zaire (Oligochaeta: Octochaetidae). - Mitt. hamb. zool. Mus. Inst., 89(2): 47-53.
146. Zicsi, A. - Feijoo Martinez, A. (1994) : Regenwürmer aus der Zentralkordillere Kolumbiens (Oligochaeta: Glossoscolecidae) Regenwürmer aus Südamerika 21. - Mitt. hamb. zool. Mus. Inst., 89(2): 55-62.
147. Zicsi, A. - Hevesi, A. - Decu, V. (1994) : Hongrie. In: Juberthie, C. et Decu, V. (Eds.): Encyclopaedia Biospeologica, (Moulis, Bucarest) 1: 719-724.

### 1995-1999
148. Zicsi, A. (1995) : Regenwürmer aus Bolivien (Oligochaeta). - Regegenwürmer aus Südamerika 23. Revue suisse de Zoologie, 102(3): 585-608.
149. Zicsi, A. (1995) : Revision der Gattung Glossodrilus Cognetti, 1905 auf Grund der Arten aus dem Andengebiet (Oligochaeta: Glossoscolecidae) Regenwürmer aus Südamerika, 25. - Opusc. Zool. Budapest, 27-28: 79-116.
150. Zicsi, A. (1995) : Über die systematische Stellung von Allolobophora opisthocystis Rosa, 1895 (Oligochaeta: Lumbricidae). - Ann. Naturhist. Mus. Wien, 97 B: 125-129.
151. Zicsi, A. (1995) : Ein weiterer Beitrag zur Regenwurm-Fauna der Karibischen Region (Oligochaeta). Regegenwürmer aus Südamerika 24. - Mitt. hamb. zool. Mus. Inst., 92: 53-64.
152. Zicsi, A. (1996) : Neue und bekannte Regenwürmer (Oligochaeta) aus Ost-Afrika. - Mitt. hamb. zool. Mus. Inst., 93: 17-37.
153. Zicsi, A. (1997) : Weitere Regenwürmer (Oligochaeta) aus der Volksrepublik Kongo. - Revue suisse de Zoologie, 104(1): 171-183.
154. Zicsi, A. (1997) : Revision der Gattung Aptodrilus Cognetti 1904 (Oligochaeta: Glossoscolecidae). Regegenwürmer aus Südamerika 27. - Opusc. Zool. Budapest, 29-30: 155-170.
155. Zicsi, A. - Csuzdi, Cs. (1997) : Über weitere Riesenregenwürmer aus Ekuador. Regenwürmer aus Südamerika 28. (Oligochaeta) - Ber. nat.-med. Verein Innsbruck, 84: 81-103.
156. Zicsi, A. (1997) : Beitrag zur Regenwurmfauna Ostafrikas (Oligochaeta, Eudrilidae), mit Beschreibung einer neuen Polytoreutus-Art. - Rev. suisse Zool., 104(4): 807-820.
157. Zicsi, A. (1997) : Revision der Gattung Eudriloides Michaelsen, 1890 (Oligochaeta, Eudrilidae) - 49-71.
158. Zicsi, A. (1998) : Neue und seltene terrestrische Oligochaeten aus Südafrika.- Mitt. hamb. zool. Mus. Inst., 95:59-77.
159. Zicsi, A. & Csuzdi, Cs. (1999) : Neue und bekannte Regenwürmer aus verschiedenen Teilen Südamerikas. Regenwürmer aus Südamerika 26.- Senckembergiana biologica, 78:123-134.
160. Zicsi, A, Dózsa-Farkas, K. and Csuzdi, Cs. (1999) : Terrestrial Oligochaetes of the Aggtelek National Park. The Fauna of the Aggtelek National Park, 1999 pp:39-43
161. Zicsi, A., Christian, E. & Kahrer, A. (1999) : Ein eingeschleppter Regenwürm schädigt Glashaus-Pflanzen in Niederösterreich.- Pflanzenschutzberichte, 58:1-6.
162. Christian, E. & Zicsi, A. (1999) : Ein synoptischer Bestimmungsschlüssel der Regenwürmer Österreichs. - Die Bodenkultur, Wien, 50(2):121-131.
163. Nakamura, Y. and Zicsi, A. (1999) : A new record of the megascolecid earthworm, Perionyx excavatus Perrier, 1872 from Tokyo, Japan. Edaphologia, No. 63: 89-90, August, 31 1999